# Maison des Compagnons du Devoir de Reims
La maison des Compagnons du devoir est située au 115 Boulevard Charles-Arnould à Reims dans le quartier Quartier Clairmarais - Charles Arnould à Reims.

## Historique
Le bâtiment date de 1924. Il est de l’architecte Jean de La Morinerie et est construit à l’origine, comme maison commune de la cité-jardin des Trois-Fontaines du Foyer Rémois, appelé localement Cité Charles Arnould.
Elle avait une fonction de centre social, aider les jeunes mamans, assurer un service de soins aux malades et offrir des loisirs aux habitants du quartier.
Du fait de la vente des pavillons de la cité-jardin des Trois-Fontaines aux particuliers, l’utilité de la maison commune décline et est fermée au début des années 1940.
En 1945, elle devient la maison des Compagnons du devoir de Reims qui logent les compagnons pendant leur formation et leur tour de France. Quelques-unes de leurs réalisations sont exposées dans le jardin de la maison commune.
Elle est reprise comme éléments de patrimoine d’intérêt local.

## Description
La Maison des Compagnons du Devoir de Reims comprend des bureaux, des salles de cours, des ateliers, une bibliothèque, une salle à manger, une salle de détente et des chambres.
Elle a une capacité d'accueil de 85 jeunes.
Le portail et la grille qui entoure la maison des Compagnons du Devoir sont représentatifs du savoir-faire des compagnons.
Un prévôt est à la tête de la Maison des Compagnons du Devoir de Reims.

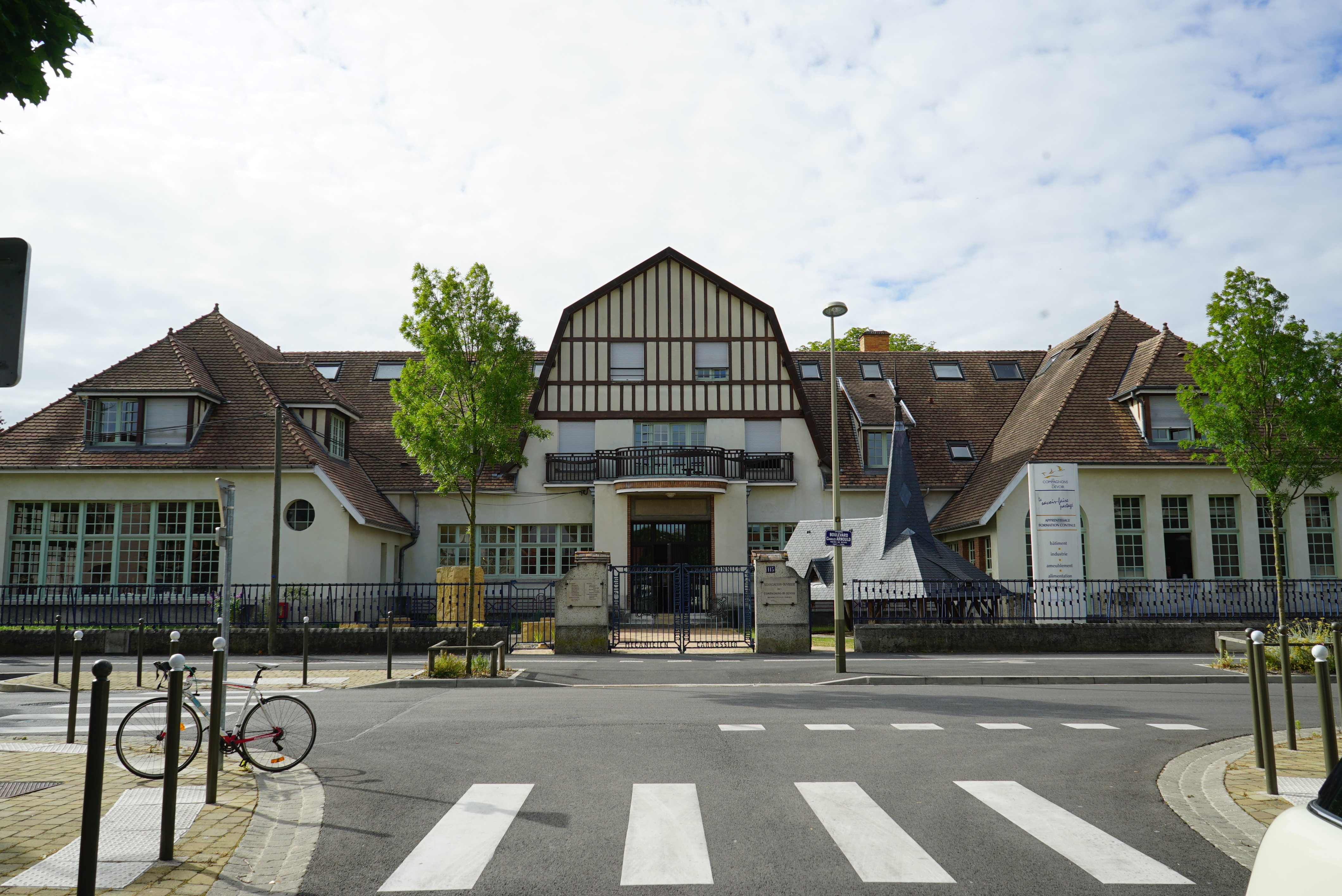
Maison des Compagnons du Devoir.
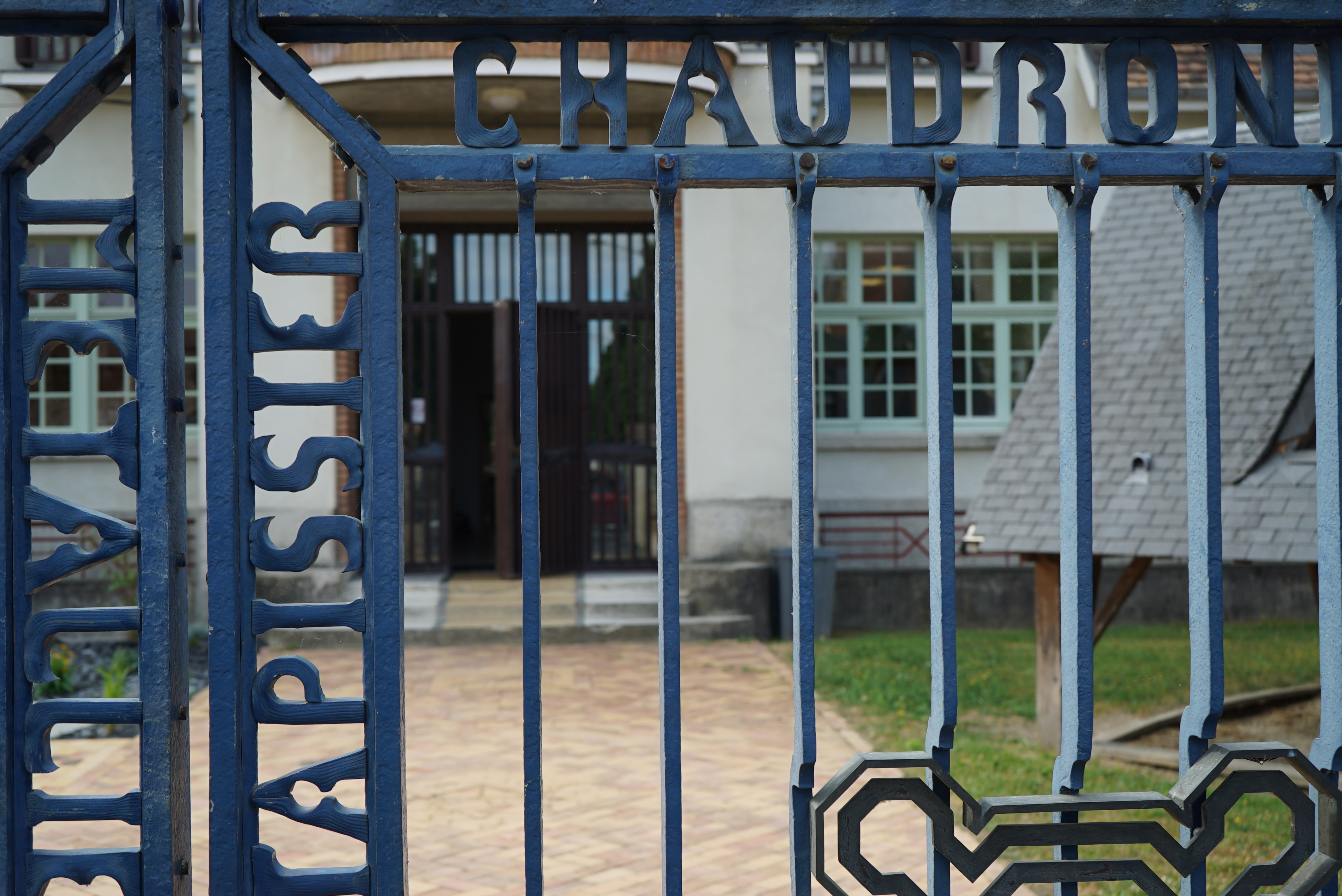
Portail.
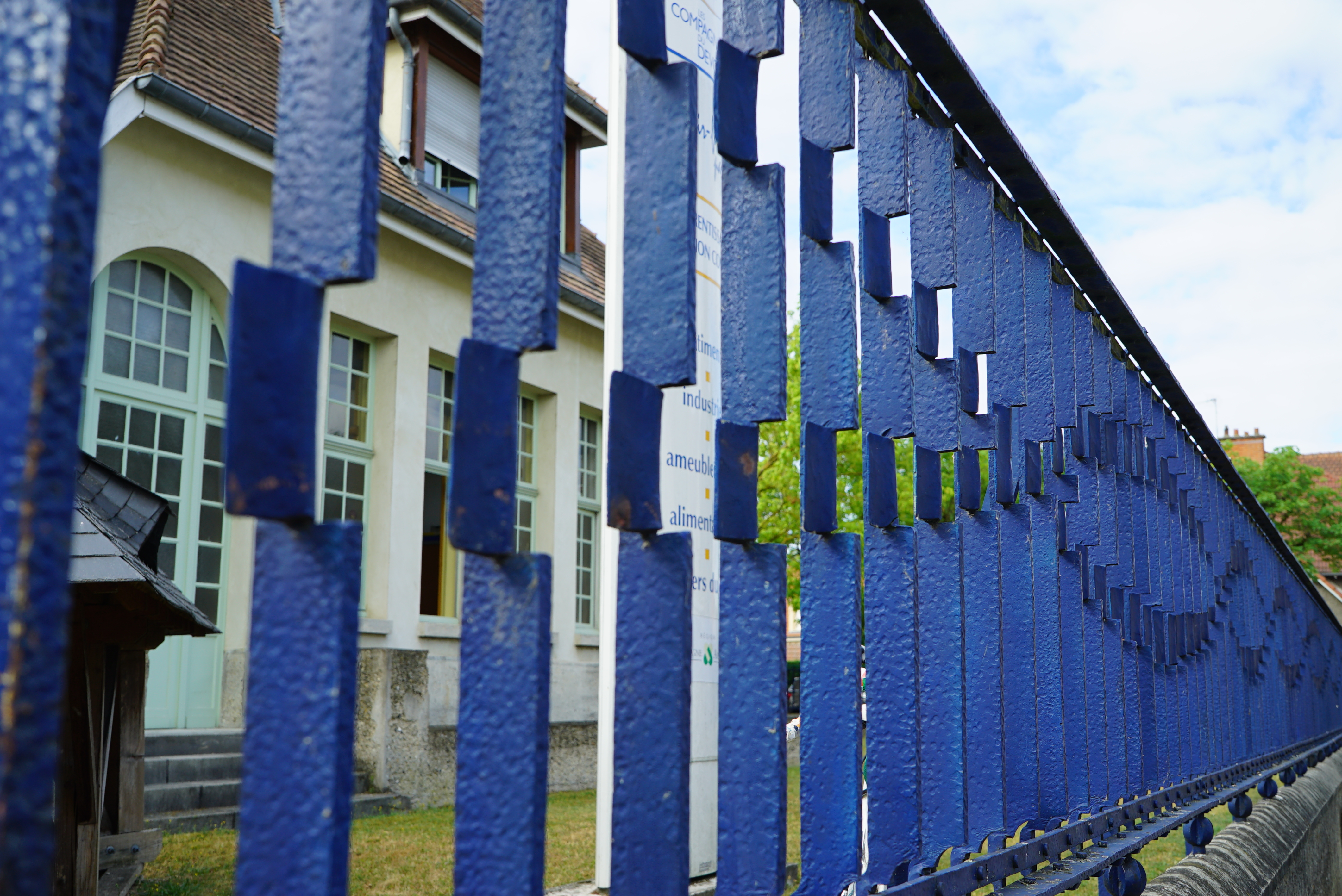
Grille de cloture.